# Trigonias
Trigonias è un genere di mammiferi perissodattili estinti, appartenenti ai rinoceronti. Visse nell'Eocene superiore (circa 38 - 34 milioni di anni fa) e i suoi resti fossili sono stati ritrovati in Nordamerica. 

## Descrizione
Questo animale aveva un aspetto abbastanza simile a quello degli attuali rinoceronti, ed è considerato uno dei primi rinoceronti di aspetto moderno. La lunghezza di un esemplare adulto poteva arrivare ai 2,5 metri e si è calcolato che il peso poteva superare i 400 chilogrammi. Trigonias possedeva un cranio basso, concavo e a forma di sella, con basse creste sagittali e larghe creste lambdoidi; la dentatura era sprovvista del terzo incisivo inferiore e del canino inferiore. Il canino superiore era ancora presente ma simile a un incisivo, mentre i secondi incisivi inferiori erano ingranditi e proiettati in avanti. Trigonias, inoltre, era uno dei pochi rinoceronti (esclusi gli acerateri) a possedere un quinto dito funzionale nelle zampe anteriori, benché molto ridotto.

## Classificazione
Il genere Trigonias venne descritto per la prima volta nel 1900 da Lucas; numerosi fossili (tra cui alcuni scheletri completi) sono stati ritrovati in Colorado, Montana, Nebraska, Dakota del Sud, Wyoming e Saskatchewan. A questo genere sono state ascritte numerose specie in passato, ma attualmente solo due sono ritenute valide: la specie tipo Trigonias osborni e la meno diffusa, ma più grande, T. wellsi (Prothero, 2005).

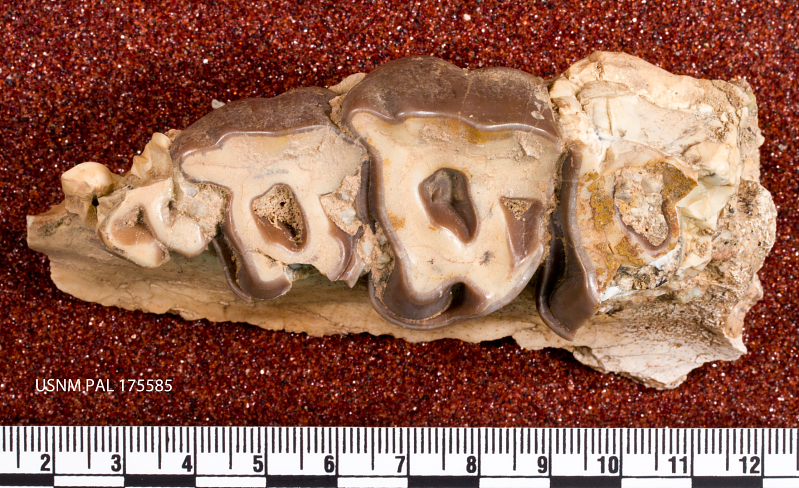
Denti di Trigonias osborni

Trigonias è considerato uno dei più antichi e basali membri della famiglia Rhinocerotidae, che comprende tutte le forme attuali di rinoceronti nonché numerose forme estinte. Trigonias, in particolare, sembrerebbe essere stato vicino ai generi europei Epiaceratherium e Ronzotherium, ed è stato in qualche modo confuso con il nordamericano Subhyracodon (= Caenopus), più evoluto.